# Tập đoàn kinh tế
Tập đoàn kinh tế hay tập đoàn kinh doanh, trước kia còn gọi là tổ hợp doanh nghiệp, có thể là các hình thức sau:
- Cartel hay các-ten
- Côngxoocxiom hay consortium
- Chaebol (tài phiệt) ở Hàn Quốc
- Keiretsu ở Nhật Bản
- Konzern hay con-xơn ở châu Âu, đặc biệt là tại Đức
- Xanhđica hay syndicat
- Tập đoàn hay conglomerate ở Mỹ
- Tập đoàn kinh tế tư nhân hoặc Tập đoàn kinh tế nhà nước ở Trung Quốc và Việt Nam
- Trust hay tờ-rớt
- Zaibatsu (tài phiệt) ở Nhật Bản trước năm 1945